# Seigneur de Gallardon
 (août 2022).
- Si vous ne connaissez pas le sujet, laissez ce bandeau (vous pouvez alors contacter les auteurs).
- Si vous supprimez le contenu mis en cause (vous pouvez préalablement contacter les auteurs),

argumentez précisément cette suppression dans la page de discussion
(un manque de référence n'est pas un argument ; une recherche réelle de référence doit avoir été effectuée, être formellement documentée).
 (mars 2017).
Si vous disposez d'ouvrages ou d'articles de référence ou si vous connaissez des sites web de qualité traitant du thème abordé ici, merci de compléter l'article en donnant les références utiles à sa vérifiabilité et en les liant à la section « Notes et références ».
Gallardon est une ville fortifiée au XIIe siècle. Elle est entourée de murs d'enceinte qui s'ouvrent sur cinq portes : les portes Mouton, Notre-Dame de la Fontaine, de Chartres, de la Herse et Bretonnière. Un château fort et son donjon dominent la cité.
Dans les années 1775, les portes sont démolies : leur matériau sert à l'empierrement des chaussées pour faciliter l'accès à la ville. Seule la porte Mouton subsiste jusqu'en 1848, date à laquelle elle est à son tour démolie à la suite d'une violente polémique qui aura duré six ans.

## Seigneurs
,
,
,
,
,

Il est difficile de savoir à quel titre exact interviennent du Xe au XIIe siècle à Gallardon des membres de la puissante famille Le Riche : notables possessionnés, propriétaires, chevaliers, châtelains ou seigneurs. Par convention, on[Qui ?] retient seigneurs pour ces dominants de Gallardon. Les autres noms sont de leur parentèle. Dans le détail, leur généalogie n'est qu'imparfaitement connue, et quelque peu confuse et incertaine.
Deux essais de reconstitution généalogique sont proposés, du Xe siècle jusqu'à Hervé Ier au XIe siècle, période où les divergences d'interprétation sont les plus fortes.

## Généalogie traditionnelle
Le système traditionnel reconnaît la domination et l'importance des Le Riche dans la région qui s'étend de Paris à l'est de la Normandie (évêché d'Évreux pour la zone entre l'Avre, l'Iton et l'Eure), notamment sur les départements actuels de l'Eure orientale, l'Eure-et-Loir, les Yvelines, mais sans s'autoriser à interpréter les liens familiaux non explicités par les sources médiévales. Il n'est pas non plus affirmé que les Le Riche sont les dominants initiaux de Gallardon et de Thimert. Ce système prudent est repris par les historiens Lucien Merlet (1860/1865) et Pierre Bauduin ou Jean Mesqui, et en partie aux articles Wiki : seigneurs de Châteauneuf (sauf pour la possession initiale de Thimert).
Aubert/Albert Ier ou II Le Riche (le père ou le fils) seraient plus certainement les maîtres des deux rives de l'Avre et du secteur Avre-Eure que de Thimert et Gallardon.

### De GeoffroyIIde Châteaudun à Albert/Aubert (III) de Gallardon
Il est plutôt considéré que le premier vrai seigneur de Gallardon est Geoffroy Ier du Perche, 1er vicomte de Châteaudun et comte du Perche, fondateur du château de Gallardon aux alentours de l'an 1000 contre l'évêque de Chartres Fulbert en 1006-1028 et contre l'autorité royale de Robert le Pieux, qui le lui fera payer en détruisant sa forteresse.
Vers 1028, le vicomte Geoffroy confie le château à – semble-t-il – un certain Aubert ou Albert (III) Le Riche, d'origine peu assurée (désormais appelé Albert de Gallardon ; encore châtelain plutôt que seigneur ?). Sa parenté avec Aubert Ier Le Riche, le fils de ce dernier, Aubert II abbé de Micy, ou encore Albert Ribaud de Brezolles (Aubert Fils Ribaud, fils de Ribald/Ribaud de Dreux et de Brezolles et d'Hildeburge/Haubour Ire Le Riche, et neveu maternel d'Aubert II) reste floue : peut-être un vague arrière-cousin ou arrière-neveu.
En tout cas, on ne peut dire qu'il est le fils ou le gendre de Ribald/Ribaud de Dreux et de Brezolles et d'Hildeburge/Haubour Ire Le Riche : si c'était leur gendre, ce serait en tant qu'époux d'Adelaïsa, fille hypothétique de Ribald et d'Hildeburge et donc sœur de leur (autre) fille plus avérée Frodeline et de leur fils Albert Ribaud ; or le schéma traditionnel voit en Adelaisa la femme d'Albert Ribaud, pas sa sœur[Interprétation personnelle ?].
Si c'est leur fils, il faut l'assimiler à Aubert/Albert (Fils) Ribaud de Brezolles, fils d'Hildeburge Le Riche et de Ribaud/Ribald de Dreux : or Albert Fils Ribaud est mentionné jusqu'en 1052/1053 au moins, et on ne lui connaît pas de postérité, notamment mâle ; son héritage passera à son beau-frère Gaston/Guazon de Thimert (dont on ne peut d'ailleurs affirmer que son fief de Thimert lui vienne de son mariage avec Frodeline de Brezolles-Le Riche, la sœur d'Albert Ribaud ; plutôt son bien propre en fait, ce qui d'ailleurs n'exclut pas une origine Le Riche car Gaston, chevalier chartrain, pouvait auss être issu de cette Maison ou du moins s'y rattacher par quelque lien). Alors qu'Aubert III, lui, n'est plus cité après 1037, et qu'il possède une postérité : il est le grand-père – ou le père ? – d'Hervé Ier de Gallardon, donc la souche des sires de Gallardon après Geoffroy II de Châteaudun.

### D'Albert/Aubert (III) de Gallardon à HervéIer
Il existe deux incertitudes sur la succession d'Albert de Gallardon : son successeur est-il directement Hervé Ier Le Riche (fils d'Herbert Ier Le Riche), ou bien Herbert a-t-il déjà été sire ou châtelain de Gallardon avant son fils Hervé ? Surtout : quel est le lien entre Herbert Ier et Aubert (III) ?
D'après un acte (tardif : deux siècles plus tard !) de 1207, Hervé Ier de Gallardon est donné comme le fils d'Aubert/Albert (III) de Gallardon ; mais Hervé Ier est généralement présenté le fils d'Herbert Ier Le Riche. Peut-on aller jusqu'à imaginer qu'Herbert Ier pourrait être Aubert (III) ?
Le scénario le plus commun nous dit qu'Aubert III, gendre (ou pas) de Ribald de Dreux et Hildeburge Ire Le Riche, se voit confier le château de Gallardon par le vicomte Geoffroy puis le cède lui-même à un cousin, Herbert Ier, devenu de plus son gendre en épousant sa fille Hildeburge II.
Pour l'archiviste Lucien Merlet, le fondateur de la seigneurie de Gallardon est bien le vicomte Geoffroy, et lui succèdent, peut-être Herbert, en tout cas Hervé Ier. Herbert (Ier) Le Riche, s'il est reconnu comme la souche des futurs seigneurs en tant que père d'Hervé Ier, n'est qu'un chevalier membre de la familia du château de Gallardon, au mieux un châtelain : il joue en quelque sorte le rôle d'Aubert (III) que Merlet ne cite pas ; et donc se confondrait avec lui ? Dans ce cas, et si Adelaisa est bien la femme, et non la sœur, d'Albert (Fils) Ribaud, on pourrait aller jusqu'à faire l'hypothèse qu'Hildeburge II soit la fille, méconnue, d'Albert Ribaud et d'Adelaisa, et qu'elle épouse Albert (III)/Herbert (Ier). Mais tout cela est bien incertain...

## Généalogie alternative
Un système généalogique rénové a été proposé par l'historien Joseph Depoin. Ce schéma, adopté pour la famille Le Riche, vise à reconstituer, à rationaliser, à rendre plus cohérente et lisible la généalogie des Le Riche, grâce à des interprétations, des hypothèses, des intuitions séduisantes, fondues en une synthèse audacieuse mais jugée quelque peu spéculative par ses détracteurs. Ce système a en tout cas le grand mérite d'expliquer, par une parenté initiale étroite, pourquoi les Thimert-Châteauneuf-en-Thymerais-Brezolles sont titulaires de droits avérés sur Gallardon, et réciproquement pour les Le Riche de Gallardon à Thimert : propriétés, fiefs secondaires, participation à des actes juridiques et à des fondations…
Ainsi, dans la 2e moitié du Xe siècle, les Le Riche se diviseraient notamment en deux grandes branches issues de deux frères,
- Ansoud Ier, et :
- Aubert/Albert Ier.

Aubert Ier a un fils, Aubert II, et une fille, Hildeburge/Haubour Ire, présentée comme la dame de Gallardon et de Thimert, et la femme de Ribald/Ribaud de Dreux et de Brezolles : d'une part leur fille Frodeline transmettrait Thimert à son époux Gaston/Guazon/Gasce puis à leurs descendants les seigneurs de Châteauneuf-en-Thymerais ; d'autre part leur fils ou gendre Albert III (si c'est leur fils, c'est sans doute Albert Ribaud mari d'Adelaisa ; si c'est leur gendre, son origine reste floue, certains l'appellent aussi Hébert de Paris, et il serait le mari de leur fille Adélaïse/Adelaisa/Adèle, l'héritière des droits sur Gallardon) récupère Gallardon en 1028 du vicomte Geoffroy, puis le cède à son gendre Herbert Ier : car Hildeburge II fille d'Albert III et d'Adelaisa a épousé son cousin Herbert Le Riche. Ainsi Gallardon se transmet dans cette branche, avec le fils d'Herbert et Hildeburge II, Hervé Ier.
Aubert (Albert) 1er Le Riche, fils de Lisiard (fils du vicomte (925) puis comte de Paris T(h)eudon/Teudoin/Thion Le Riche ; comme son père Thion, c'est un fidèle d'Hugues le Grand ; seigneur de Sceaux-en-Gâtinais dans la 1re moitié du Xe siècle, seigneur de Gallardon, Bouafle et Thimert (Thymerais) vers la mi-1050. Frère de Joseph II archevêque de Tours (946-957), d'Annon abbé de Jumièges en 943-944, d'Ansoud/Ansold Ier ci-dessous, et d'Élisabeth Le Riche d'abord femme d'Aymon comte de Corbeil puis de Bouchard le Vénérable comte de Vendôme, à qui elle transmet les comtés de Corbeil, de Melun et de Paris. Aubert Ier (lui-même abbé de Jumièges vers 943 ? ou son fils Albert II ci-dessous, plus tard ?) épouse Hildeburge de Bellême (sœur de l'évêque Avesgaud et fille d'Yves de Bellême et de Godehilde, cette dernière pouvant être une Vermandois et peut-être même une sœur de Ledgarde ? ou plutôt une fille de la famille des dominants précurseurs de Bellême, sœur de l'évêque Sigefroi du Mans ? À la place d'Hildeburge de Bellême, on cite d'ailleurs aussi sa sœur, une autre Godehilde, comme femme d'Albert Ier Le Riche puis de Raoul II de Beaumont-au-Maine : la transmission du prénom Hildeburge chez les Le Riche peut autant aller de tante à nièce que de mère à fille).
Lui succède (actif à la fin du Xe siècle puis dans la première moitié du XIe siècle) son fils Aubert/Albert II († 1036), abbé de Micy (après 1012) (et de Jumièges ?), donateur à Bouafle et donateur vers 1030 de sa terre du Vieux-Verneuil, avec l'église, le moulin, et la chapelle de Mont-Baudry, à l'abbaye de Jumièges ; époux d'Hildegarde (de Châteaudun ?) : sans doute parents d'Arnoul(d)/Arnulf, archevêque de Tours en 1023/1025-1052.
Apparaît alors Geoffroy II 1er vicomte de Châteaudun et comte du Perche entre l'an 1000 environ et son meurtre à Chartres en 1040. Il aurait dépossédé les Le Riche dès 1020 ou même avant, s'emparant de la région et du château de Gallardon du Xe siècle. Ce seigneur violent, agressif, cherche sans cesse à agrandir ses biens par la force, et le roi Robert II a dû détruire le château de Gallardon en représailles. Mais Geoffroy le reconstruit (deuxième château), en même temps qu'il élève celui d'Illiers (plutôt qu'Illiers ?) vers 1019. Les exactions de ce seigneur brigand sont intolérables à l'évêque saint Fulbert de Chartres († 1028), qui excommunie le « malfaisant » et appelle au secours le roi Robert et l'abbé Odilon de Cluny en leur adressant trois lettres vers 1020. Finalement, la restauration des Le Riche s'effectuerait vers 1028 en la personne du neveu (par alliance ?) d'Aubert II : Aubert III (Le Riche).
En effet, Aubert II a une sœur, Hildeburge/Haubour Ire, dame de Gallardon et de Thimert, fille d'Aubert Ier et d'Hildeburge ou Godehilde de Bellême, et femme de Ribald « de Dreux » seigneur de Brezolles, Senonches, Sorel, Rémalard : le couple est à l'origine des seigneurs de Châteauneuf-en-Thymerais (et Thimert), par leur fille Frodeline ci-après. Aubert III (assimilable à Albert Fils Ribaud ? ou égal à un certain Hébert de Paris ? ou Herbert Ier ? ou un autre encore...), cité en 1028, 1033-37, † vers 1037 ou vers 1063/1067/1075 ?, serait le fils de Ribald et Hildeburge — ou leur gendre en tant qu'époux de leur fille Adelaisa de Dreux dame de Gallardon — et donc respectivement, par alliance ou par le sang, le neveu et le petit-fils d'Aubert II et d'Aubert Ier.
De plus, Ribald et Hildeburge Ire ont une autre fille, Frodeline de Dreux dame de Thimert, qui avec son mari Gasce/Gasco/Gaston/Wathon/Guazon (du Châtel de Thimert, ou d'Avesgaud d'Illiers ou plutôt d'Illiers ?) continue les sires de Châteauneuf/Thimert : les premières générations de leurs descendants restent co-seigneurs, ou seigneurs secondaires, de Gallardon.
Aubert III est donc investi par Geoffroi II de Châteaudun vers 1028 : en effet Gallardon est devenu un fief vassal des vicomtes de Châteaudun depuis sa soumission par Geoffroi II, qu'on présente comme le (re)fondateur vers 1020, ou dès avant, du château et de la seigneurie, après s'en être emparé et avoir évincé temporairement la famille Le Riche. Puis Aubert III confie Gallardon à son cousin et gendre Herbert Ier, en tant que châtelain.
Herbert Ier de Gallardon, fils d'Ansoud II, cité en 1067 et 1075 ?, est seigneur de Berchères-la-Maingot et capitaine & châtelain du château de Gallardon pour son cousin et beau-père Aubert III Le Riche dont il épouse la fille Hildeburge II. On dit[Qui ?] qu'il mène lui aussi une vie de brigandages, avant de se convertir et de finir moine à Saint-Père. Lui succède son fils Hervé Ier.
Herbert est le fils d'Ansoud II Le Riche, lui-même fils d'Ansoud (Ansold, Anseau) 1er Le Riche dit « L’Auxerrois ». Ansoud Ier est le frère d'Aubert/Albert Ier, d'Annon abbé de Jumièges, et d'Élisabeth Le Riche ci-dessus. Vicomte d’Auxerre, il épouse vers 956 Raingarde de Dijon (916/918-958 ?), sans doute fille de Raoul vicomte de Dijon et d'une première Raingarde, donc sœur du vicomte Robert de Dijon, et tante de Lambert de Dijon, Autun et Chalon, ex-concubine du Robertien Hugues le Grand, mort en 956, comte en Bourgogne parmi de multiples fonctions ; Ansoud Ier devient donc tuteur de son beau-fils Herbert/Héribert (un Robertien, fils de Raingarde et d'Hugues le Grand), futur évêque d'Auxerre en 971-995,. Parmi ses propres enfants, demi-frères donc de l'évêque Herbert d'Auxerre :
- Jehan Le Riche (? - 998), fils d'Ansoud Ier, élève de Gerbert, évêque d'Auxerre en 996-998 en succédant à son demi-frère le Robertien Héribert ci-dessus
- Lisiard évêque de Paris, † 989
- Mainard, abbé de St-Maur, déchu pour sa conduite légère, puis prieur de Glanfeuil vers 989
- Raoul, peut-être actif à Senlis : = Raoul II de Senlis, père ou parent de Garnier châtelain de Pontoise, et de Simon Ier de Senlis (alias de Saint-Lis) par mariage comte de Huntingdon et Northampton ? Remarquons aussi que les premiers Garlande se nomment Aubert et Anseau (= Ansold, Ansoud), dans la 1re moitié du XIe siècle
- Ansoud II Le Riche (?-après 1015), l'aîné, conseiller de régence de Robert II le Pieux en 988-990, actif en Ile-de-France et en Bourgogne. Il épouse Reitrude (ou Rotrude : possible fille de Geoffroy II de Châteaudun et sœur de Rotrou II ?). Père de : Ferry Ier vicomte châtelain (du Donjon) de Corbeil et d'Yerres ; Thion Ier (prévôt de Paris) ; Guérin Ier Le Riche (?-1045, vicomte de Paris, époux d'Hersende d'Antony, probables parents de Milon, Ansoud III (ou Ier) de Maule[16] (père de Pierre Ier de Maule, Guérin, Galon, et de Lisiard seigneur de Villebéon et Tournenfuye[17]), Garnier, Maingod, Guérin, et Henri) ; probablement Guy le Bourguignon (vicomte de Dijon, 1re moitié du XIe siècle, père du vicomte Gautier de Dijon et de Guy, Garnier, Hugues) ; Gautier vicomte d'Auxerre ; Lisiard (archidiacre de Meaux et de Paris, usurpateur de l'évêché de Meaux en 1026) ; Hécelin ; peut-être Thibaud File-Etoupe (seigneur de Bray, Montlhéry et d'Auneau, forestier du roi Robert, cité ci-après ; mais File-Etoupe est plus probablement un cadet de la famille de Montmorency) ; et Herbert Ier vu ci-dessus.

## Suite de la généalogie
À partir d'Hervé Ier, beaucoup d'incertitudes demeurent dans le détail, mais pas structurellement :
- Hervé Ier (1037-1092), fils d'Herbert Ier seigneur de Gallardon, cofondateur du Prieuré Saint-Nicolas d’Épernon en 1052. Épouse Béatrix, dame d’Auneau (fille de Gui 1er « Le Grand ou Troussel » seigneur de Montlhéry, fils ou petit-fils de Thibaud File-Etoupe ci-dessus, et d’Hodierne de Gometz fille de Guillaume de Gometz ?)
- Hugues Ier de Gallardon, fils du précédent, seigneur de Gallardon (dès 1092), croisé (1096), † 1101, tient la châtellenie d’Auneau où le donjon (la tour d'Auneau) et le deuxième château sont élevés vers 1090-1100. Sans doute fondateur du prieuré d'Auneau vers 1100. Épouse Agnès ; père de Mahaut/Mathilde ci-dessous
- Guérin/Garin (II), frère cadet du précédent, † vers 1105 (ou dès 1097 ?) croisé en Palestine ; épouse Mabile (elle épouse en deuxièmes noces Aymon « Le Roux » d’Étampes vers 1100) ; (certains le disent sans postérité : alors Hervé II et Hugues abbé de Saint-Chéron seraient des enfants d'Hugues Ier ?, mais il n'est dit père que d'une fille, Mahaut, citée ci-dessus et ci-dessous). Hugues Ier et Guérin ont pour frères et sœur : Guy Ier qui suit ; Milon archidiacre de Chartres ; Geoffroy ; et la bienheureuse abbesse Hildeburge (III) de Pontoise (d'abord femme de Robert II d'Ivry et mère d'Ascelin Goël d'Ivry et Bréval)
- Hervé II, fils du précédent, cité depuis 1140 environ, † vers 1162/1164, bienfaiteur de l'abbaye Notre-Dame de Josaphat de Lèves ; son oncle Guy Ier, † après 1135, frère cadet d'Hugues Ier et Guérin ci-dessus, seigneur d'Auneau et fondateur de cette branche cadette des Le Riche, est son tuteur jusqu'en 1120. Hervé II aurait pour frères Hugues (chanoine de Chartres et abbé de Saint-Chéron = le lycée Fulbert, à Chartres) et Galéran/Waléran (cité en 1175, mari d'Idoine d'Ivry ou de Palaiseau ?). Hervé II aurait eu comme enfants : Hugues II qui suit ; Robert ; Raoul (cité 1164) ; Philippe ; l'abbé-archevêque Garin ci-dessous ; une fille (Anne ou Mathilde ?) qui épouse Pierre de Richebourg[18] ; et même, selon certains, Hervé III et Gervais, voire Galeran/Waléran (époux d'Idonéa) et Isambert (ceux évoqués plus bas ? ; mais aussi possibilité de personnages distincts, les prénoms pouvant se répercuter d'oncle à neveu...). Un Hervé de Gallardon est alors moine à l'abbaye de Josaphat en 1187[19]
- Hugues II, fils du précédent, cité depuis 1168 et 1170, † vers 1188, marié à Mahaut de Garlande (vers 1150-1224, fille de Guillaume IV seigneur de Livry et sénéchal de Brie († entre 1191 et 1214), remariée à Mathieu Ier de Montmorency-Marly † 1205, fils puîné du connétable Mathieu Ier, d'où postérité : cf. Bouchard ; ce Marly ou Mally serait d'ailleurs celui d'un fief sis à Gallardon, venu donc du douaire de Mathilde de Garlande, plutôt que Marly-le-Roi par ailleurs aussi aux Montmorency) ; un de ses frères cadets serait G(u)arin/Guérin, abbé de Pontigny en 1165 puis archevêque de Bourges (1174-1180)
- Hugues II et Mahaut de Garlande ont eu trois fils, co-seigneurs de Gallardon : Hervé III (cité de 1203 jusqu'en 1224 ; mari d'Alix de Châteaudun de Fréteval, † vers 1217 ou 1239, fille de Geoffroy V et d'Alix de Fréteval ; parents de Robert et Hervé cités en 1224, Adam, Philippe, Geoffroy, Waléran, Jean, Marguerite, Idoine, Alix : tous cités au début du XIIIe siècle vers 1205, 1213) ; Galeran/Waléran/Valéran (seigneur vers 1188, cité en 1211, mari d'Idonea) ; et Isambert (cité en 1191 ; donne une maison, la Salle d'Isambert à Chartres, à l'abbaye St-Chéron) (Incertitudes : pour certains, les co-seigneurs Galeran et Isambert sont des neveux d'Hugues II et des fils d'Hervé III ou de Gervais, qui seraient alors deux frères très cadets d'Hugues II ; pour d'autres, tous ces personnages seraient frères d'Hugues II et fils d'Hervé II ci-dessus)
- Trois frères semblent fils d'Hervé III : les co-seigneurs Adam Ier (cité en 1233 et jusqu'en 1255, mari d'Agnès de Soulaires, d'où Robert et Jeanne), Philippe (cité en 1239, 1255 ; père de Philippe, cité en 1282, 1287, x Marguerite de Montlouet (un fief à Gallardon) et Geoffroy (cité jusqu'en 1246), donc trois arrière-petits-fils d'Hervé II ? ; des Gallardon issus de rameaux cadets subsistèrent, notamment à Armenonville-les-Gâtineaux
- Robert (cité en 1280, fils d'Adam Ier et père d'Adam (II), ce dernier sans doute mort avant 1282). Sa sœur Jeanne, dame de Gallardon vers 1282, encore citée en 1315 et 1321, femme du chevalier Guillaume, † 1287, puis du chevalier Jean du Châtel (du châtel de Thimert ou de Châteauneuf (-en-Thymerais) ? : car peut-être issu des Châteauneuf-en-Thymerais et héritier de leurs droits sur Gallardon[Note 6])
- Jean « de Cresme » (ou plutôt « du Châtel » ?), possible fils des précédents, épouse Marguerite la Rouillée (de la famille Le Rouillé, active dès le XIIIe siècle dans la région, notamment vers Maintenon), qui, devenue veuve, vend Gallardon le 23 avril 1348 à la reine douairière Jeanne d'Évreux, sœur de Philippe III de Navarre, veuve et cousine germaine du roi Charles IV le Bel. Jeanne le donne dès le 13 septembre 1348 à son neveu Louis d’Évreux comte d'Étampes (1336-1400), voir ci-dessous.

## Des membres de la famille
- Adelaïsa, nièce d'Aubert II († 1036), fille d'Hildeburge Ire dame de Gallardon et Thimert, et de Ribald de Dreux ; dame de Gallardon, épouse vers 1028 Aubert III, seigneur de Gallardon ci-dessus (ils fondent l’église de Gallardon, à moins que ce ne soit leur gendre et cousin Herbert Ier)
- Frohelina (Froheline, Frodelina, Frodeline) de Dreux, dame de Thimert, sœur d'Adelaisa, épouse Gasco (Gasce) seigneur de Châteauneuf-en-Thymerais (et de Thimert)
- Arnoul(d), archevêque de Tours en 1023/1025-1052, serait un fils d'Aubert II, et donc un cousin germain d'Adelaise et Frodeline ?
- Guy Ier de Gallardon (début XIIe siècle), fils cadet d'Hervé Ier, seigneur de Gallardon comme tuteur de sa nièce Mahaut/Mathilde (fille d'Hugues Ier) et de son neveu Hervé II de Gallardon
- Herbertt/Héribert (?-994), évêque d’Auxerre, fils illégitime d'Hugues le Grand et de sa concubine Raingarde, beau-fils d'Ansoud Ier, demi-frère d'Ansoud II, oncle d'Herbert Ier
- Hildeburge Ire Le Riche dame de Gallardon et Thimert, sœur d'Aubert II († 1036), épouse Ribald (Ribaud) de Dreux (c'est-à-dire un chevalier de la familia du château de Dreux, autour du comte de Dreux), seigneur de Brezolles et de Senonches : parents d'Adelaisa de Gallardon et Frodeline de Thimert ci-dessus
- Hildeburge II, fille d'Aubert III et Adelaisa, dame de Gallardon, épouse son cousin Herbert 1er Le Riche
- la bienheureuse (ou vénérable) Hildeburge (III) de Gallardon (?-3 juin 1115), petite-fille d'Hildeburge II et d'Herbert Ier, fille d'Hervé Ier, sœur d'Hugues Ier, Guérin et Guy Ier de Gallardon, abbesse de Saint-Martin de Pontoise. Elle épouse Robert II Goël seigneur de Bréval et d’Ivry, et leur fils aîné Ascelin Goël est tige de la 2e maison d’Ivry
- Hugues de Châteaudun est le frère d'Aubert II et d'Hildeburge Ire ; leur sœur Reine épouse Harvain, chevalier, ci-après
- Hugues, Foucher (Foulques) et Guiburge (Guibourg) sont des fils et fille d'Herbert Ier et Hildeburge II, donc des frères et sœur cadets d'Hervé Ier
- Mahaut/Mathilde de Gallardon : fille d'Hugues Ier, nièce de Guérin et de Guy Ier, son tuteur
- Milon de Gallardon, archidiacre de Chartres en 1100, fils d'Hervé Ier, est le frère d'Hugues Ier, Guérin, Guy Ier et Hildeburge ci-dessus
- Reine, fille d'Aubert Ier, sœur d'Aubert II († 1036), Hildeburge Ire et Hugues, épouse le chevalier Harvain : d'où leurs fils Hervé, archidiacre de Sainte-Croix d’Orléans, Aubert et Théduin (souche des sires de La Ferté-Avrain).

## De la Maison de Valois-Alençon à la Révolution (XVe–XVIIIesiècles)
- Louis comte d'Étampes ci-dessus, † le 6 mai 1400 sans postérité de sa femme Jeanne de Brienne d'Eu, était le fils de Charles d'Evreux-Étampes (1305-1336) et de Marie de Castille-La Cerda-Lara (v. 1319-1375), arrière-petite-fille d'Alphonse X de Castille, petite-fille de Ferdinand Ier de La Cerda et Blanche fille de St-Louis, fille de l'infant Fernand II de Castille-La Cerda seigneur de Lara et Juana Núñez de Lara (1286-1351, dite « la Palomilla »), grande-cousine du connétable Charles d'Espagne. Sa mère Maria de La Cerda-Lara s'étant remariée avec Charles II comte d'Alençon, de Chartres et du Perche, les ducs d'Alençon héritent de Gallardon : Pierre II le Noble († 1404 ; demi-frère de Louis d'Étampes ; aussi seigneur de Châteauneuf) < Jean Ier le Sage, † 1415 à Azincourt < Pierre, bâtard d’Alençon (1405-1424) ; puis son frère légitime Jean II, † 1476, acquiert en 1467 le fief de Marly (Mally) à Gallardon (voir ci-dessus) < René d'Alençon, † 1492 < Charles IV d'Alençon, † 1525.

En 1417, pendant la Guerre de Cent Ans, Talbot s'empare de Gallardon pour Henri V, qui devient donc anglaise jusqu'en 1442 (même si en mai 1421 les Français parviennent à le reprendre pour quelques mois, décapitant le gouverneur pro-anglais Rousselet. Puis Gilles de Clamecy est bailli gouverneur de Chartres et du Chartrain, de Dreux, Gallardon et Epernon, toujours pour les Anglais). Enfin, Dunois reprend Gallardon pour Charles VII en 1442, et pour punir l'engagement de la cité aux côtés des Anglais, le château est démantelé : d'où l'imposant moignon subsistant, l'Épaule (de mouton) de Gallardon (ce nom semble évoquer la forme de l'orgueilleuse ruine, mais vient plus probablement d'une déformation de specula, « poste d'observation, tour de guet » ). Cent vingt ans plus tard, fin 1562, au début des Guerres de Religion, Condé prend, saccage et ruine de nouveau Gallardon.
Engagements ou ventes par les Alençon : en 1488, le duc René engage Gallardon à Pierre L'Huillier de Saint-Blanc, capitaine et gouverneur de la Bastille ; 1494 : à François (de) Baraton (le même que François de La Roche-Baraton à Beaupréau-en-Mauges, sire de Montgauger par son mariage avec Antoinette de Ste-Maure ?) ; Retour aux Alençon en 1497 ; le 2 juin 1521 : vente définitive par le duc Charles IV à Renaud de Refuge, premier écuyer du roi, dont les enfants (Henri est l'aîné) cèdent Gallardon par étapes de 1577 à 1581/1584 à Philippe Hurault (1528-1599), seigneur de Cheverny, d'Esclimont et d'Auneau, chancelier de France en 1583 < son fils Henri Hurault de Cheverny et d'Esclimont, † 1648, gouverneur de Chartres et bailli du Blésois, vend le 12 septembre 1612 Gallardon à Charles du Plessis-Liancourt, † 1620, gouverneur de Metz et de Paris, acquéreur de Montlouet à Gallardon en 1619, père de Roger, † 1674, qui vend le 13 octobre 1629 Gallardon, Montlouet et Bailleau-sous-Gallardon, et le 1er février 1639 Esclimont, Écrosnes et Prunay à Claude III de Bullion (1569-décembre 1640), seigneur de Bullion, Maule, Wideville et Bonnelles, surintendant des Finances < Noël de Bullion (1615-1670), premier marquis de Gallardon en février 1655 (auparavant, Gallardon était une baronnie d'ancienne origine), seigneur de Fervaques par son mariage avec Charlotte de Prie, président au Parlement de Paris, Garde des Sceaux < son fils cadet Charles-Denis (1651-1721), marquis de Gallardon et de Fervaques, sire d'Esclimont et Bonnelles, prévôt de Paris, gouverneur du Maine et du Perche < Anne-Jacques (1679-1745), gouverneur du Maine et du Perche ; puis son frère cadet Auguste-Léon marquis de Bonnelles, † en février 1769, lieutenant général en Guyenne < sa nièce Jacqueline-Marie Hortense de Bullion, † 1795, fille d'Anne-Jacques, mariée en 1740 au maréchal-duc Guy-André Pierre de Montmorency-Laval, marquis de Lezay (1723-1798)...